# Список округов Северной Каролины

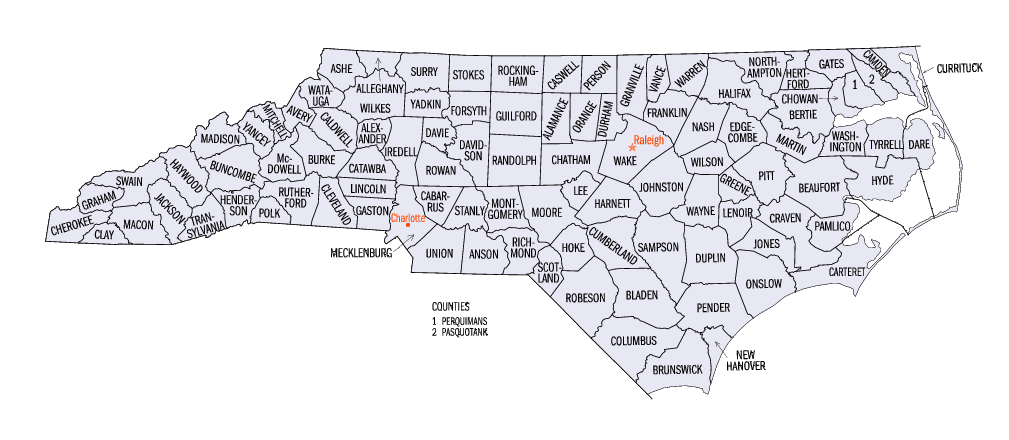
Округа Северной Каролины

Американский штат Северная Каролина состоит из 100 округов. Штат занимает двадцать девятое место в стране по площади и седьмое место по количеству округов.
После восстановления монархии в 1660 году, 24 марта 1663 года король Англии Карл II наградил восемь человек, за их верную поддержку в его усилиях вернуть себе трон Англии. Восьми грантополучателям, названными «Лордами-собственниками», он даровал землю, названную в честь его отца Карла I — Каролина. С 1663 по 1729 года, провинция Каролина была североамериканской британской колонией. Около 1729 года, провинция Северная Каролина отделилась от провинции Южная Каролина.
История округа Северная Каролина простирается более чем за 340 лет, начиная с создания в 1668 году округа Албемарл и кончая созданием округов Эйвери и Хок в 1911 году.

## Список округов
| Название      | FIPS Code | Окружной центр | Основан | Образован из                                                           | Назван в честь | Население (2011) | Площадь  | Карта                               |
| ------------- | --------- | -------------- | ------- | ---------------------------------------------------------------------- | --- | ---------------- | -------- | ----------------------------------- |
| Аламанс       | 001       | Грейам         | 1849    | Округ Ориндж                                                           | Битва Аламанса, название которой происходит от местного индейского слова, означающего "голубую глину", найденную в Грейт-Аламанс-Крик                                   | 153 291          | 1127 км² | Округ Аламанс на карте штата.       |
| Алегзандер    | 003       | Тейлорсвилл    | 1847    | Округ Колдуэлл, округ Иределл и округ Уилкс                            | Уильям Дж. Алегзандер, член законодательного органа и спикер Палаты общин Северной Каролины                                                                             | 37 087           | 681 км²  | Округ Алегзандер на карте штата.    |
| Аллегейни     | 005       | Спарта         | 1859    | Округ Эш                                                               | Название происходит от делаварских названий рек Аллегейни и Огайо и означает "тонкую струю"                                                                             | 11 052           | 611 км²  | Округ Аллегейни на карте штата.     |
| Ансон         | 007       | Вэйдсборо      | 1750    | Округ Блейден                                                          | Джордж Ансон, 1-й барон Ансон (1697–1762), знаменитый английский адмирал, совершивший кругосветное плавание                                                             | 26 143           | 1391 км² | Округ Ансон на карте штата.         |
| Эш            | 009       | Джефферсон     | 1799    | Округ Уилкс                                                            | Сэмюэль Эш (1725–1813), революционный патриот, высший судья и губернатор Северной Каролины                                                                              | 27 143           | 1106 км² | Округ Эш на карте штата.            |
| Эйвери        | 011       | Ньюленд        | 1911    | Округ Колдуэлл, округ Митчелл и округ Уотога                           | Вайтстилл Эйвери (1741–1821), революционный солдат и генеральный прокурор Северной Каролины                                                                             | 17 572           | 640 км²  | Округ Эйвери на карте штата.        |
| Бофорт        | 013       | Вашингтон      | 1712    | Первоначальный округ                                                   | Генри Сомерсет, герцог Бофорт, который в 1709 году стал одним из лордов-собственников                                                                                   | 47 691           | 2484 км² | Округ Бофорт на карте штата.        |
| Берти         | 015       | Виндзор        | 1722    | Округ Човон                                                            | Джеймс или Генри Берти, два лорда-собственника колониальной Северной Каролины                                                                                           | 20 874           | 1919 км² | Округ Берти на карте штата.         |
| Блейден       | 017       | Элизабеттаун   | 1734    | Округ Нью-Хановер                                                      | Мартин Блейден, член Совета торговли | 35 190           | 2297 км² | Округ Блейден на карте штата.       |
| Брансуик      | 019       | Боливия        | 1764    | Округ Блейден и округ Нью-Хановер                                      | Король Великобритании Георг I (1660–1727), герцог Брауншвейга-Люнебурга                                                                                                 | 110 097          | 2719 км² | Округ Брансуик на карте штата.      |
| Банком        | 021       | Ашвилл         | 1791    | Округ Берк и округ Ратерфорд                                           | Эдвард Банкомб, революционный солдат, который был ранен и захвачен в битве при Джермантауне и умер, условно-досрочно освобождённый в Филадельфии                        | 241 419          | 1709 км² | Округ Банком на карте штата.        |
| Берк          | 023       | Моргантон      | 1777    | Округ Роуэн                                                            | Томас Берк (1747–1783), член Континентального конгресса и губернатор Северной Каролины                                                                                  | 90 904           | 1334 км² | Округ Берк на карте штата.          |
| Кабаррус      | 025       | Конкорд        | 1792    | Округ Мекленберг                                                       | Стивен Кабаррус (1754–1808), член законодательного органа и спикер Палаты общин Северной Каролины                                                                       | 181 468          | 945 км²  | Округ Кабаррус на карте штата.      |
| Колдуэлл      | 027       | Ленор          | 1841    | Округ Берк и округ Уилкс                                               | Джозеф Колдуэлл (1773–1835), первый президент Университета Северной Каролины                                                                                            | 82 395           | 1228 км² | Округ Колдуэлл на карте штата.      |
| Камден        | 029       | Кэмден         | 1777    | Округ Паскуотанк                                                       | Чарлз Пратт, 1-й граф Кэмден (1714–1794), который выступал против налогообложения американских колонистов                                                               | 10 014           | 793 км²  | Округ Камден на карте штата.        |
| Картерет      | 031       | Бофорт         | 1722    | Округ Крейвен                                                          | Джон Картерет, 2-й граф Гранвиль (1690–1763), который унаследовал одну восьмую долю в провинции Каролина от своего прадеда Джорджа Картерета                            | 67 373           | 3473 км² | Округ Картерет на карте штата.      |
| Казуэлл       | 033       | Янсивилл       | 1777    | Округ Ориндж                                                           | Ричард Казуэлл (1729–1789), член первого Континентального конгресса и первый губернатор Северной Каролины после принятия Декларации независимости                       | 23 403           | 1109 км² | Округ Казуэлл на карте штата.       |
| Катоба        | 035       | Ньютон         | 1842    | Округ Линкольн                                                         | Племя индейцев катоба | 154 181          | 1072 км² | Округ Катоба на карте штата.        |
| Чатем         | 037       | Питтсборо      | 1771    | Округ Ориндж                                                           | Уильям Питт, 1-й граф Четэм (1708–1778), государственный секретарь во время франко-индейской войны, а позже премьер-министр Великобритании                              | 64 195           | 1836 км² | Округ Чатем на карте штата.         |
| Чероки        | 039       | Мерфи          | 1839    | Округ Мейкон                                                           | Племя индейцев чероки | 27 194           | 1287 км² | Округ Чероки на карте штата.        |
| Човон         | 041       | Эдентон        | 1668    | Округ Албемарл                                                         | Племя индейцев чован | 14 831           | 603 км²  | Округ Човон на карте штата.         |
| Клей          | 043       | Хайесвилл      | 1861    | Округ Чероки                                                           | Генри Клей (1777–1852), государственный деятель и оратор, представлявший Кентукки в Палате представителей и Сенате                                                      | 10 563           | 572 км²  | Округ Клей на карте штата.          |
| Кливленд      | 045       | Шелби          | 1841    | Округ Линкольн и округ Ратерфорд                                       | Бенджамин Кливленд (1738–1806), полковник американской войны за независимость, который принял участие в битве при Кингс-Маунтин                                         | 97 489           | 1215 км² | Округ Кливленд на карте штата.      |
| Колумбус      | 047       | Уайтвилл       | 1808    | Округ Блейден и округ Брансуик                                         | Христофор Колумб (1451–1507), мореплаватель, исследователь и один из первых европейцев, исследовавших Америку                                                           | 57 712           | 2471 км² | Округ Колумбус на карте штата.      |
| Крейвен       | 049       | Нью-Берн       | 1705    | Округ Бат                                                              | Уильям Крейвен, 1-й граф Крейвен (1608–1697), который был лордом-собственником в колониальной Северной Каролине                                                         | 104 786          | 2005 км² | Округ Крейвен на карте штата.       |
| Камберленд    | 051       | Фейетвилл      | 1754    | Округ Блейден                                                          | Принц Уильям, герцог Камберлендский (1721–1765), военачальник и сын Георга II                                                                                           | 324 885          | 1704 км² | Округ Камберленд на карте штата.    |
| Карритак      | 053       | Карритак       | 1668    | Округ Албемарл                                                         | Традиционно считается словом индейцев для диких гусей | 23 955           | 1362 км² | Округ Карритак на карте штата.      |
| Дэйр          | 055       | Мантео         | 1870    | Округ Карритак, округ Хайд и округ Тиррелл                             | Вирджиния Дэйр (род. 1587), первый ребёнок, родившийся в Америке от английских родителей                                                                                | 34 307           | 4046 км² | Округ Дэйр на карте штата.          |
| Дейвидсон     | 057       | Лексингтон     | 1822    | Округ Роуэн                                                            | Уильям Ли Дейвидсон (1746–1781), генерал американской войны | 162 695          | 1469 км² | Округ Дейвидсон на карте штата.     |
| Дейви         | 059       | Моксвилл       | 1836    | Округ Роуэн                                                            | Уильям Ричардсон Дейви (1756–1820), член Федерального конвента и губернатор Северной Каролины                                                                           | 41 552           | 692 км²  | Округ Дейви на карте штата.         |
| Дуплин        | 061       | Кенансвилл     | 1750    | Округ Нью-Хановер                                                      | Томас Хей, виконт Дупплин (1710–1787), который был 9-м графом Кинноулл                                                                                                  | 59 542           | 2121 км² | Округ Дуплин на карте штата.        |
| Дарем         | 063       | Дарем          | 1881    | Округ Ориндж и округ Уэйк                                              | Город Дарем, названный в честь доктора Бартлетта Снайпса Дарема, пожертвовавшего землю на которой располагался железнодорожный вокзал                                   | 273 392          | 772 км²  | Округ Дарем на карте штата.         |
| Эджкомб       | 065       | Тарборо        | 1741    | Округ Берти                                                            | Ричард Эджкамб, 1-й барон Эджкамб (1680–1758), лорд-казначей и генеральный казначей для Ирландии                                                                        | 56 041           | 1313 км² | Округ Эджкомб на карте штата.       |
| Форсайт       | 067       | Уинстон-Сейлем | 1849    | Округ Стокс                                                            | Бенджамин Форсайт (d. 1814), американский офицер во время войны 1812 года                                                                                               | 354 952          | 1070 км² | Округ Форсайт на карте штата.       |
| Франклин      | 069       | Луисбург       | 1779    | Округ Бьют                                                             | Бенджамин Франклин (1706–1790), автор, политик, государственный деятель и отец-основатель Соединённых Штатов                                                            | 61 140           | 1282 км² | Округ Франклин на карте штата.      |
| Гастон        | 071       | Гастония       | 1846    | Округ Линкольн                                                         | Уильям Гастон (1778–1844), конгрессмен США и судья Верховного суда Северной Каролины                                                                                    | 207 031          | 943 км²  | Округ Гастон на карте штата.        |
| Гейтс         | 073       | Гейтсвилл      | 1779    | Округ Човон, округ Хертфорд и округ Перкуиманс                         | Горацио Гейтс (1727–1806), американский генерал во время революционной битвы при Саратоге                                                                               | 12 043           | 896 км²  | Округ Гейтс на карте штата.         |
| Грейам        | 075       | Роббинсвилл    | 1872    | Округ Чероки                                                           | Уильям Алегзандер Грейам (1804–1875), сенатор США, губернатор Северной Каролины и министр военно-морских сил Соединённых Штатов                                         | 8802             | 782 км²  | Округ Грейам на карте штата.        |
| Гранвилл      | 077       | Оксфорд        | 1746    | Округ Эджкомб                                                          | Джон Картерет, 2-й граф Гранвиль (1690–1763), который унаследовал одну восьмую долю в провинции Каролина от своего прадеда Джорджа Картерета                            | 59 976           | 1391 км² | Округ Гранвилл на карте штата.      |
| Грин          | 079       | Сноу-Хилл      | 1799    | Округ Доббс Первоначально назван округ Глазго                          | Натаниэль Грин (1742–1786), генерал-майор Континентальной армии во время войны за независимость США                                                                     | 21 556           | 689 км²  | Округ Грин на карте штата.          |
| Гилфорд       | 081       | Гринсборо      | 1771    | Округ Ориндж и округ Роуэн                                             | Фрэнсис Норт, 1-й граф Гилфордский (1704–1790), британский политик и отец премьер-министра Великобритании Фредерика Норта                                               | 495 279          | 1704 км² | Округ Гилфорд на карте штата.       |
| Галифакс      | 083       | Галифакс       | 1758    | Округ Эджкомб                                                          | Джордж Монтегю-Данк, 2-й граф Галифакский (1716–1771), британский деятель и президент Совета торговли                                                                   | 54 173           | 1893 км² | Округ Галифакс на карте штата.      |
| Харнетт       | 085       | Лиллингтон     | 1855    | Округ Камберленд                                                       | Корнелиус Харнетт (1723–1781), американский революционер и делегат в Континентальном конгрессе                                                                          | 119 256          | 1557 км² | Округ Харнетт на карте штата.       |
| Хейвуд        | 087       | Уэйнсвилл      | 1808    | Округ Банкомб                                                          | Джон Хейвуд (1754–1827), государственный казначей Северной Каролины | 58 855           | 1437 км² | Округ Хейвуд на карте штата.        |
| Хендерсон     | 089       | Хендерсонвилл  | 1838    | Округ Банкомб                                                          | Леонард Хендерсон (1772–1833), главный судья Верховного суда Северной Каролины                                                                                          | 107 927          | 971 км²  | Округ Хендерсон на карте штата.     |
| Хертфорд      | 091       | Уинтон         | 1759    | Округ Берти, Округ Човон и округ Нортгемптон                           | Фрэнсис Сеймур-Конвей, 1-й маркиз Хертфорда (1718–1794) | 24 433           | 932 км²  | Округ Хертфорд на карте штата.      |
| Хок           | 093       | Рейфорд        | 1911    | Округ Камберленд и округ Робсон                                        | Роберт Хок (1837–1912), генерал Армии Конфедеративных Штатов Америки во время Гражданской войны в США                                                                   | 49 272           | 1015 км² | Округ Хок на карте штата.           |
| Хайд          | 095       | Суон Куортер   | 1712    | Первоначальный округ Первоначально назван округ Уикхем                 | Эдвард Хайд (c. 1650–1712), губернатор Северной Каролины | 5822             | 3688 км² | Округ Хайд на карте штата.          |
| Айрделл       | 097       | Стейтсвилл     | 1788    | Округ Роуэн                                                            | Джеймс Айрделл (1751–1799), контролёр в порту Эдентона и один из первых судей Верховного суда США                                                                       | 161 202          | 1546 км² | Округ Айрделл на карте штата.       |
| Джэксон       | 099       | Сильва         | 1851    | Округ Хейвуд и округ Мейкон                                            | Эндрю Джексон (1767–1845), 7-й президент Соединённых Штатов | 40 285           | 1279 км² | Округ Джэксон на карте штата.       |
| Джонстон      | 101       | Смитфилд       | 1746    | Округ Крейвен                                                          | Габриэль Джонстон (1699–1752), губернатор колониальной Северной Каролины                                                                                                | 172 595          | 2062 км² | Округ Джонстон на карте штата.      |
| Джонс         | 103       | Трентон        | 1778    | Округ Крейвен                                                          | Вилли Джонс (1740–1801), выступал против ратификации Конституции США и отклонил приглашение Конституционного конвента                                                   | 10 020           | 1225 км² | Округ Джонс на карте штата.         |
| Ли            | 105       | Санфорд        | 1907    | Округ Четэм и округ Мур                                                | Роберт Э. Ли (1807–1870), офицер Армии США и генерал армии Конфедеративных Штатов Америки во время Гражданской войны в США                                              | 58 752           | 671 км²  | Округ Ли на карте штата.            |
| Ленор         | 107       | Кинстон        | 1791    | Округ Доббс Первоначально назван округ Глазго                          | Уильям Ленуар (1751–1839), капитан во время американской войны за независимость, который принял участие в битве при Кингс-Маунтин                                       | 59 339           | 1041 км² | Округ Ленор на карте штата.         |
| Линкольн      | 109       | Линкольнтон    | 1779    | Округ Трион                                                            | Бенджами Линкольн (1733–1810), генерал-майор во время войны за независимость США, который участвовал в осаде Йорктауна                                                  | 78 932           | 795 км²  | Округ Линкольн на карте штата.      |
| Макдауэлл     | 111       | Марион         | 1842    | Округ Берк и округ Ратерфорд                                           | Джозеф Макдауэлл (1756–1801), солдат во время войны за независимость США, который принял участие в битве при Кингс-Маунтин                                              | 45 104           | 1155 км² | Округ Макдауэлл на карте штата.     |
| Мейкон        | 113       | Франклин       | 1828    | Округ Хейвуд                                                           | Натаниэль Мейкон (1758–1837), член и спикер Палаты представителей США                                                                                                   | 34 074           | 1344 км² | Округ Мейкон на карте штата.        |
| Мадисон       | 115       | Маршалл        | 1851    | Округ Банкомб и округ Янси                                             | Джеймс Мэдисон (1751–1836), 4-й президент Соединённых Штатов | 20 816           | 1171 км² | Округ Мадисон на карте штата.       |
| Мартин        | 117       | Уильямстон     | 1774    | Округ Галифакс и округ Тиррелл                                         | Джозайя Мартин (1737–1786), последний губернатор колониальной Северной Каролины                                                                                         | 24 180           | 1194 км² | Округ Мартин на карте штата.        |
| Мекленберг    | 119       | Шарлотт        | 1762    | Округ Ансон                                                            | Шарлотта Мекленбург-Стрелицкая (1744–1818), супруга короля Великобритании Георга III                                                                                    | 944 373          | 1414 км² | Округ Мекленберг на карте штата.    |
| Митчелл       | 121       | Бейкерсвилл    | 1861    | Округ Берк, округ Колдуэлл, округ Макдауэлл, округ Уотога и округ Янси | Элиша Митчелл (1793–1857), профессор Университета Северной Каролины, который измерил высоту горы Митчелл                                                                | 15 445           | 575 км²  | Округ Митчелл на карте штата.       |
| Монтгомери    | 123       | Трой           | 1779    | Округ Ансон                                                            | Ричард Монтгомери (1738–1775), генерал-майор во время войны за независимость США, который был убит в битве при Квебеке                                                  | 27 667           | 1300 км² | Округ Монтгомери на карте штата.    |
| Мур           | 125       | Картаж         | 1784    | Округ Камберленд                                                       | Альфред Мур (1755–1810), капитан во время войны за независимость США и судья Верховного суда США                                                                        | 89 352           | 1829 км² | Округ Мур на карте штата.           |
| Наш           | 127       | Нашвилл        | 1777    | Округ Эджкомб                                                          | Фрэнсис Нэш (1742–1777), бригадный генерал во время войны за независимость США, который был смертельно ранен в битве при Джермантауне                                   | 96 116           | 1406 км² | Округ Наш на карте штата.           |
| Нью-Хановер   | 129       | Уилмингтон     | 1729    | Округ Крейвен                                                          | Королевская семья Англии, члены Ганноверской династии | 206 189          | 850 км²  | Округ Нью-Хановер на карте штата.   |
| Нортгемптон   | 131       | Джэксон        | 1741    | Округ Берти                                                            | Джеймс Комптон, 5-й граф Нортгемптонский (1687–1754), британский пэр и политик                                                                                          | 21 893           | 1427 км² | Округ Нортгемптон на карте штата.   |
| Онслоу        | 133       | Джэксонвилл    | 1734    | Округ Нью-Хановер                                                      | Артур Онслоу (1691–1768), спикер Палаты общин Великобритании | 179 716          | 2354 км² | Округ Онслоу на карте штата.        |
| Ориндж        | 135       | Хилсборо       | 1752    | Округ Блейден, округ Гранвилл и округ Джонстон                         | Уильям V, принц Оранский (1748–1806), последний штатгальтер Голландской республики                                                                                      | 135 755          | 1039 км² | Округ Ориндж на карте штата.        |
| Памлико       | 137       | Бейборо        | 1872    | Округ Бофорт и округ Крейвен                                           | Памлико-Саунд и племя индейцев памлико | 13 197           | 1466 км² | Округ Памлико на карте штата.       |
| Паскуотанк    | 139       | Элизабет-Сити  | 1668    | Округ Албемарл                                                         | Название происходит от индейского слова pasketanki, которое означает "где течение разделяется"                                                                          | 40 696           | 749 км²  | Округ Паскуотанк на карте штата.    |
| Пендер        | 141       | Бергоу         | 1875    | Округ Нью-Хановер                                                      | Вильям Дурси Пендер (1834–1863), солдат Конфедеративных Штатов Америки, который был смертельно ранен в битве при Геттисберге во время войны за независимость США        | 53 399           | 2416 км² | Округ Пендер на карте штата.        |
| Перкуиманс    | 143       | Хертфорд       | 1668    | Округ Албемарл                                                         | Племя индейцев перкиманс | 13 487           | 852 км²  | Округ Перкуиманс на карте штата.    |
| Персон        | 145       | Роксборо       | 1791    | Округ Касвелл                                                          | Томас Персон, патриот американской войны за независимость | 39 637           | 1046 км² | Округ Персон на карте штата.        |
| Питт          | 147       | Гринвилл       | 1760    | Округ Бофорт                                                           | Уильям Питт, 1-й граф Четэм (1708–1778), государственный секретарь во время франко-индейской войны, а позже премьер-министр Великобритании                              | 171 134          | 1696 км² | Округ Питт на карте штата.          |
| Полк          | 149       | Колумбус       | 1855    | Округ Хендерсон и округ Ратерфорд                                      | Уильям Полк (1758–1834), офицер во время войны за независимость США и первый президент Госбанка Северной Каролины                                                       | 20 256           | 619 км²  | Округ Полк на карте штата.          |
| Рандолф       | 151       | Эшборо         | 1779    | Округ Гилфорд                                                          | Пейтон Рэндольф (c. 1721–1755), первый президент Континентального конгресса                                                                                             | 142 358          | 2046 км² | Округ Рандолф на карте штата.       |
| Ричмонд       | 153       | Рокингхем      | 1779    | Округ Ансон                                                            | Чарльз Леннокс, 3-й герцог Ричмондский (1735–1806), твёрдый сторонник американских колонистов; выступал за устранение британских войск                                  | 46 611           | 1243 км² | Округ Ричмонд на карте штата.       |
| Робсон        | 155       | Ламбертон      | 1787    | Округ Блейден                                                          | Томас Робсон, офицер во время войны за независимость США | 135 517          | 2463 км² | Округ Робсон на карте штата.        |
| Рокингхем     | 157       | Уэнтуэрт       | 1785    | Округ Гилфорд                                                          | Чарльз Уотсон-Уэнтуорт, 2-й маркиз Рокингемский (1730–1782), британский государственный деятель и двукратный премьер-министр Великобритании                             | 93 329           | 1481 км² | Округ Рокингхем на карте штата.     |
| Роуэн         | 159       | Солсбери       | 1753    | Округ Ансон                                                            | Мэтью Роуэн (род. 1769), был исполняющим обязанности губернатора колониальной Северной Каролины после смерти губернатора Натаниэля Райса                                | 138 019          | 1357 км² | Округ Роуэн на карте штата.         |
| Ратерфорд     | 161       | Ратерфордтон   | 1779    | Округ Трион                                                            | Гриффит Ратерфорд (c. 1721–1805), офицер во время войны за независимость США и политический лидер в Северной Каролине                                                   | 67 538           | 1466 км² | Округ Ратерфорд на карте штата.     |
| Сампсон       | 163       | Клинтон        | 1784    | Округ Дуплин                                                           | Джон Сэмпсон, член совета Джозайи Мартина | 63 734           | 2453 км² | Округ Сампсон на карте штата.       |
| Скотленд      | 165       | Лоринберг      | 1899    | Округ Ричмонд                                                          | Страна Шотландия, часть Великобритании | 35 861           | 831 км²  | Округ Скотленд на карте штата.      |
| Станли        | 167       | Албемарл       | 1841    | Округ Монтгомери                                                       | Джон Стэнли (1774–1834), конгрессмен США и спикер Палаты общин Северной Каролины                                                                                        | 60 636           | 1046 км² | Округ Станли на карте штата.        |
| Стокс         | 169       | Данбери        | 1789    | Округ Сарри                                                            | Джон Стокс, солдат во время Американской революции, который был тяжело ранен в битве при Ваксхо                                                                         | 47 242           | 1181 км² | Округ Стокс на карте штата.         |
| Сарри         | 171       | Добсон         | 1771    | Округ Роуэн                                                            | Графство Суррей | 73 714           | 1393 км² | Округ Сарри на карте штата.         |
| Суэйн         | 173       | Брайсон-Сити   | 1871    | Округ Джексон и округ Мейкон                                           | Дэвид Лоури Суэйн (1801–1868), губернатор Северной Каролины и президент Университета Северной Каролины                                                                  | 14 043           | 1401 км² | Округ Суэйн на карте штата.         |
| Трансилвейния | 175       | Бревард        | 1861    | Округ Хендерсон и округ Джексон                                        | Происходит от латинских слов: trans, означающего через и sylva, означающего леса                                                                                        | 32 820           | 987 км²  | Округ Трансилвейния на карте штата. |
| Тиррелл       | 177       | Колумбия       | 1729    | Округ Човон, округ Карритак и округ Паскуотак                          | Джон Тиррелл, в прошлом был Лордом | 4364             | 1554 км² | Округ Тиррелл на карте штата.       |
| Юнион         | 179       | Монро          | 1842    | Округ Ансон и округ Мекленберг                                         | Название придумано в качестве компромисса после спора между местными вигами и демократами о том, как следует назвать округ: Клей или Джексон                            | 205 463          | 1658 км² | Округ Юнион на карте штата.         |
| Ванс          | 181       | Хендерсон      | 1881    | Округ Франклин, округ Гранвилл и округ Уоррен                          | Зебулон Бэрд Вэнс (1830–1894), офицер Конфедеративных Штатов Америки во время Гражданской войны в США, дважды губернатор Северной Каролины и сенатор Соединённых Штатов | 45 307           | 699 км²  | Округ Ванс на карте штата.          |
| Уэйк          | 183       | Роли           | 1771    | Округ Камберленд, округ Джонстон и округ Ориндж                        | Маргарет Уэйк, жена британского колониального губернатора Уильяма Триона                                                                                                | 929 780          | 2220 км² | Округ Уэйк на карте штата.          |
| Уоррен        | 185       | Уоррентон      | 1779    | Округ Бьют                                                             | Джозеф Уоррен (1741–1775), патриот и рядовой доброволец, который был смертельно ранен в битве при Банкер-Хилле                                                          | 20 861           | 1150 км² | Округ Уоррен на карте штата.        |
| Вашингтон     | 187       | Плимут         | 1799    | Округ Тиррелл                                                          | Джордж Вашингтон (1732–1799), 1-й президент Соединённых Штатов | 12 973           | 1098 км² | Округ Вашингтон на карте штата.     |
| Уотога        | 189       | Бун            | 1849    | Округ Эш, округ Колдуэлл, округ Уилкс и округ Янси                     | Река Уотога, название которой происходит от индейского слова, означающего "красивую воду"                                                                               | 51 333           | 811 км²  | Округ Уотога на карте штата.        |
| Уэйн          | 191       | Голдсборо      | 1779    | Округ Доббс Первоначально назван округ Глазго                          | Энтони Уэйн (1745–1796), генерал во время войны за независимость США | 123 697          | 1443 км² | Округ Уэйн на карте штата.          |
| Уилкс         | 193       | Уилксборо      | 1777    | Округ Сарри                                                            | Джон Уилкс (1725–1797), английский радикал, журналист и политик | 68 984           | 1968 км² | Округ Уилкс на карте штата.         |
| Уилсон        | 195       | Уилсон         | 1855    | Округ Эджкомб, округ Джонстон, округ Нэш и округ Уэйн                  | Луис Д. Уилсон, член законодательного собрания штата от округа Эджкомб, который умер от лихорадки в Веракрусе во время Американо-мексиканской войны                     | 81 452           | 969 км²  | Округ Уилсон на карте штата.        |
| Ядкин         | 197       | Ядкинвилл      | 1850    | Округ Сарри                                                            | Река Ядкин | 38 279           | 873 км²  | Округ Ядкин на карте штата.         |
| Янси          | 199       | Бернсвилл      | 1833    | Округ Банкомб и округ Берк                                             | Бартлетт Янси (1785–1828), конгрессмен США, спикер Сената Северной Каролины; ранее защищал Систему государственных школ Северной Каролины                               | 17 701           | 811 км²  | Округ Янси на карте штата.          |

## Исторические округа
| Название | Создан | Упразднён | Причина упразднения                                          |
| -------- | ------ | --------- | ------------------------------------------------------------ |
| Албемарл | 1664   | 1689      | Разбился на округа: Човон, Карритак, Паскуотанк и Перкуиманс |
| Бат      | 1696   | 1739      | Переименован в округ Крейвен                                 |
| Бьют     | 1764   | 1779      | Разбился на округ Франклин и округ Уоррен                    |
| Доббс    | 1758   | 1791      | Разбился на округа: Грин, Ленор и Уэйн                       |
| Трион    | 1768   | 1779      | Разбился на округ Линкольн и округ Ратерфорд                 |